# Ottmar Neuburger

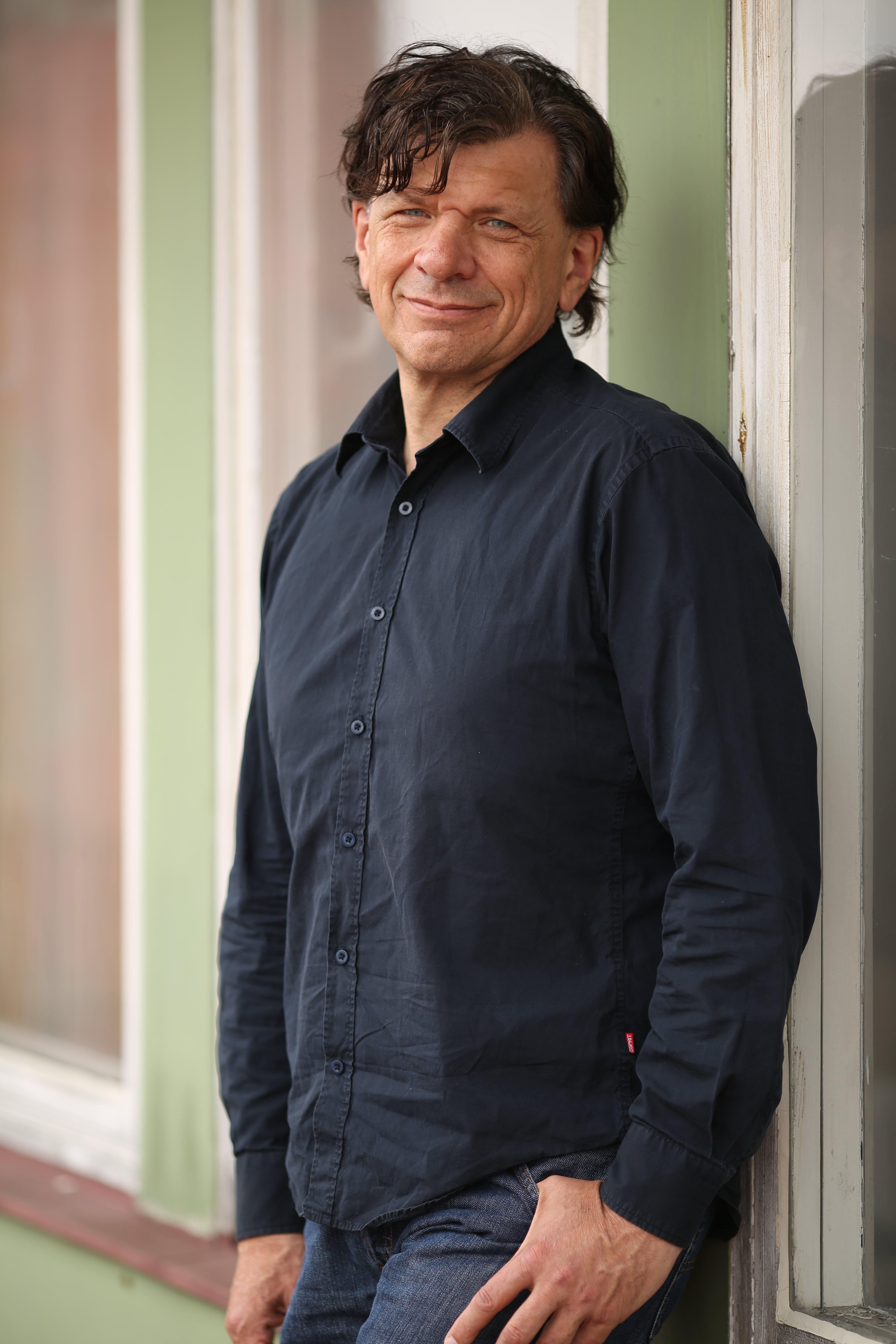
Ottmar Neuburger (2017)

Ottmar Neuburger (* 21. November 1959 in Simbach am Inn) ist ein deutscher Schriftsteller.

## Leben
Ottmar Neuburger ist Sohn eines Bahnbeamten und einer Kauffrau, er hat zwei Geschwister. Er machte zunächst eine Lehre als Fernsehmechaniker und holte dann auf dem Bayernkolleg in Augsburg das Abitur nach. Er studierte 4 Semester Physik, dann Neuere Deutsche Literatur an der LMU München, und gründete anschließend ein eigenes Unternehmen, das Software entwickelte. An der Universität Passau studierte er einige Semester BWL und VWL. Nach 2002 war er Berater für Langzeitarbeitslose,  Referent und Berater und arbeitet wieder als IT-Unternehmer. Seit 2010 tritt er als Schriftsteller belletristischer Werke und von Reisebüchern in Erscheinung. Der Autor ist Mitglied im Syndikat (Autorengruppe deutschsprachiger Kriminalliteratur). Er lebt im Landkreis Berchtesgadener Land, hat einen Sohn und ist in zweiter Ehe mit Lisa Graf verheiratet.

## Werke

### Belletristik

#### Romane
- mit Lisa Graf-Riemann: Steckerlfisch. Emons Verlag, Köln 2016, ISBN 978-3-95451-817-3. (Als Trota allo spiedo ins Italienische übersetzt. Emons Italia, Rom 2015, ISBN 978-3-74080-375-9)
- mit Lisa Graf-Riemann: Rehragout. Emons Verlag, Köln 2014, ISBN 978-3-95451-261-4.
- mit Lisa Graf-Riemann: Hirschgulasch. Emons Verlag, Köln 2012, ISBN 978-3-89705-960-3. (Als Gulasch di Cervo ins Italienische übersetzt. Emons Italia, Rom 2015, ISBN 978-3-96041-001-0)
- mit Lisa Graf-Riemann: Kill Mr Bitcoin. Thriller. Emons Verlag, Köln 2018, ISBN 978-3-7408-0385-8.

#### Reisebücher
- mit Lisa Graf-Riemann: 111 Orte vom Wilden Kaiser bis zum Dachstein, die man gesehen haben muss. Emons Verlag, Köln 2017, ISBN 978-3-7408-0138-0.
- mit Lisa Graf-Riemann: 111 Orte im Berchtesgadener Land, die man gesehen haben muss  Emons Verlag, Köln 2012, ISBN 978-3-89705-961-0.

#### Kurzgeschichten
- Er ist wieder da. In: Ingrid Werner (Hrsg.): Mordsmäßig Münchnerisch: 20 Stadtteilkrimis & Rezepte. Hirschkäfer Verlag, 2017.
- Aststöpselblues. In: Ingrid Werner (Hrsg.): BöfflaMORD: 29 Krimis und Rezepte aus Niederbayern. Wellhöfer Verlag, 2016.